# Louisburg (Misuri)
Louisburg es una villa ubicada en el condado de Dallas en el estado estadounidense de Misuri. En el Censo de 2010 tenía una población de 122 habitantes y una densidad poblacional de 101,3 personas por km².

## Geografía
Louisburg se encuentra ubicada en las coordenadas 37°45′23″N 93°8′28″O / 37.75639, -93.14111. Según la Oficina del Censo de los Estados Unidos, Louisburg tiene una superficie total de 1.2 km², de la cual 1.2 km² corresponden a tierra firme y (0%) 0 km² es agua.

## Demografía
Según el censo de 2010, había 122 personas residiendo en Louisburg. La densidad de población era de 101,3 hab./km². De los 122 habitantes, Louisburg estaba compuesto por el 94.26% blancos, el 0% eran afroamericanos, el 0.82% eran amerindios, el 0% eran asiáticos, el 0% eran isleños del Pacífico, el 0% eran de otras razas y el 4.92% pertenecían a dos o más razas. Del total de la población el 0.82% eran hispanos o latinos de cualquier raza.